# Bahnstrecke Worms–Gundheim
| Bahnhofsgebäude Abenheim, Gleisseite |                      |                                   |                                   |
| Streckennummer (DB): | 3565                 |                                   |                                   |
| Kursbuchstrecke (DB): | 274f                 |                                   |                                   |
| Kursbuchstrecke: | 274f (1946)          |                                   |                                   |
| Streckenlänge: | 11,3 km              |                                   |                                   |
| Spurweite: | 1435 mm (Normalspur) |                                   |                                   |
| Maximale Neigung: | 14,3 ‰               |                                   |                                   |
| Minimaler Radius: | 300 m                |                                   |                                   |
| Streckengeschwindigkeit: | 40 km/h              |                                   |                                   |
| |                      |                                   |                                   |
| \| \| 11,3 \| Gundheim \| Gundheim \| \| \| \| Bundesautobahn 61 \| \| \| \| 8,1 \| Abenheim \| Abenheim \| \| \| 3,3 \| Herrnsheim[Anm. 1] \| Herrnsheim[Anm. 1] \| \| \| 1,7 \| Anschlussgleis Lederwerke Heyl AG \| Anschlussgleis Lederwerke Heyl AG \| \| \| \| von Mainz \| \| \| \| \| von Biblis \| \| \| \| 0,0 \| Worms Hbf \| Worms Hbf \| \| \| \| nach Mannheim \| \| \| \| \| \| \| \| Quellen: [3] \| \| \| \| |                      |                                   |                                   |
| Kopfbahnhof Streckenanfang (Strecke außer Betrieb) | 11,3                 | Gundheim                          | Gundheim                          |
| Strecke mit Straßenbrücke (Strecke außer Betrieb) |                      | Bundesautobahn 61                 | Bundesautobahn 61                 |
| Bahnhof (Strecke außer Betrieb) | 8,1                  | Abenheim                          | Abenheim                          |
| Bahnhof (Strecke außer Betrieb) | 3,3                  | Herrnsheim                        | Herrnsheim                        |
| Abzweig geradeaus und von rechts (Strecke außer Betrieb) | 1,7                  | Anschlussgleis Lederwerke Heyl AG | Anschlussgleis Lederwerke Heyl AG |
| Abzweig ehemals geradeaus und von links |                      | von Mainz                         | von Mainz                         |
| Abzweig geradeaus und von links |                      | von Biblis                        | von Biblis                        |
| Bahnhof | 0,0                  | Worms Hbf                         | Worms Hbf                         |
| Strecke |                      | nach Mannheim                     | nach Mannheim                     |
| |                      |                                   |                                   |
| Quellen: |                      |                                   |                                   |

Die Bahnstrecke Worms–Gundheim war eine rund elf Kilometer lange Nebenbahn in Rheinhessen. Sie wurde von 1903 bis 1961 im Personenverkehr betrieben.

## Streckenverlauf
Die Strecke begann in Worms Hauptbahnhof und führte in nordwestlicher Richtung über die (heutigen) Wormser Stadtteile Herrnsheim und Abenheim nach Gundheim (heute: Verbandsgemeinde Wonnegau). Die Strecke war durchgehend eingleisig und nicht elektrifiziert.

## Geschichte
Beabsichtigt war, von Worms über Gundheim, Westhofen, Gau-Odernheim und Nieder-Olm bis nach Ingelheim zu bauen. Das Projekt wurde deshalb auch als „Gaubahn“ bezeichnet. Die Trassenführung für das Projekt war allerdings sehr umstritten. Eine Regierungsvorlage für die Landstände des Großherzogtums Hessen vom 5. März 1889, die einen ersten Abschnitt umfasste, sah den Bau einer Nebenbahn von Worms über Abenheim, Westhofen und Gau-Odernheim nach Nieder-Olm vor. Dagegen intervenierte aber Osthofen, das von dem Projekt umgangen wurde. Es kam deshalb 1895 dazu, dass eine Bahnstrecke Osthofen–Westhofen gebaut wurde und eine zweite von Worms über Herrnsheim mit dem Endbahnhof Gundheim. Letztere kam vor allem durch die starke Unterstützung des damaligen Landtagsabgeordneten und Wormser Industriellen Cornelius Wilhelm von Heyl zu Herrnsheim zustande.
Die staatliche Konzession wurde noch der privaten Hessischen Ludwigsbahn (HLB) erteilt, die aber 1897 verstaatlicht und in die Preußisch-Hessische Eisenbahngemeinschaft eingebracht wurde. Deren Eisenbahndirektion in Mainz errichtete und betrieb die Strecke. Der Bau begann 1902, die Baukosten betrugen 1,1 Mio. Mark und die Strecke wurde am 1. Oktober 1903 eröffnet. Der ursprünglich beabsichtigte Weiterbau über Gundheim hinaus erfolgte nie.
1907 wurde der Bahnhof Abenheim – zunächst zeitweise – Zugfolgestelle. Am 10. Februar 1914 wurden „mit Eintritt der Dunkelheit“ auf der Strecke neue „Doppellichtvorsignale“ in Betrieb genommen, die dem heute noch gebräuchlichen Modell des Formsignals entsprachen.

## Betrieb

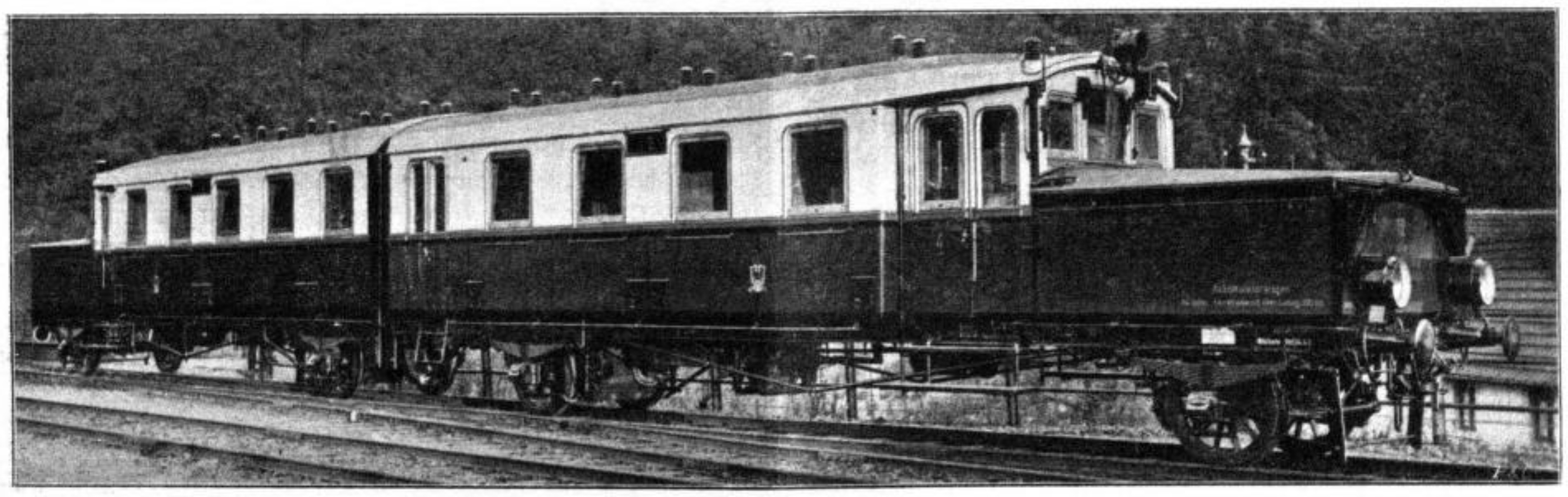
Wittfeld-Akkumulatortriebwagen

Der Betrieb begann mit fünf Zugpaaren. Eingesetzt waren zunächst Dampflokomotiven der Baureihe T 3, später der Baureihe T 11 / 74. Auch Wittfeld-Akkumulatortriebwagen kamen zum Einsatz. Nach dem Zweiten Weltkrieg wurden zuletzt Schienenbusse der Baureihe VT 95 eingesetzt.

## Ende
Die Bahnstrecke hatte, da sie über Gundheim nie hinausgeführte, nur lokale Bedeutung im Wormser Vorortverkehr. Sie war für sich genommen nie sehr wirtschaftlich. Als 1948 Herrnsheim an die Straßenbahn Worms angeschlossen wurde, verursachte das einen merklichen Rückgang im Personenverkehr. Dieser Trend hielt an, zumal die Deutsche Bundesbahn selbst einen parallelen Bahnbusverkehr einrichtete, der Personenverkehr sich allgemein, ebenso wie der Güterverkehr zunehmend auf die Straße verlagerte. Zum 28. Mai 1961 wurde der Personenverkehr eingestellt und die Fahrgäste auf die Bahnbusse verwiesen. Güterzüge befuhren die Gesamtstrecke an drei Tagen in der Woche und während der Zuckerrübenernte täglich weiterhin. Die endgültige Einstellung allen Verkehrs erfolgte zum 4. März 1968. 1973 wurde der Streckenabschnitt Abenheim–Gundheim stillgelegt und zurückgebaut, auch die übrige Strecke 10 Jahre später aufgegeben und die Gleise ab dem 17. April 1984 entfernt. Konkreter Anlass war der Bau eines Zubringers zur A 61, dem der Streckenrest im Weg war.

## Bahnhöfe und Empfangsgebäude
Von der gleichen Bauabteilung der Eisenbahndirektion Mainz, die am Anfang des 20. Jahrhunderts die Bahnanlagen in Worms neu gestaltete, wurde auch die Bahnstrecke Worms–Gundheim gebaut. Für deren Hochbauten – also in erster Linie die Empfangsgebäude – zeichnete somit deren Architekt verantwortlich. Alle drei, in Herrnsheim, Abenheim und Gundheim erhielten eine architektonisch anspruchsvolle Gestaltung mit Bossenquadern sowie Tür- und Fenstergewänden aus Haustein. Im Stil rustikal und dem Historismus verpflichtet, lehnten sie sich an das nahezu zeitgleich errichtete dritte Empfangsgebäude des Wormser Hauptbahnhofs an. Alle drei Gebäude sind erhalten.

### Worms Hauptbahnhof
Das neue Empfangsgebäude in Worms wurde am 31. März 1904 eröffnet. 

### Herrnsheim
Das Empfangsgebäude in Herrnsheim (Ernst-Ludwig-Straße 2) ist mit zwei Vollgeschossen das größte an der Strecke. Freiherr von Cornelius von Heyl – Promotor der Strecke – besaß in Herrnsheim ein Schloss, das er als Landsitz nutzte. Zum 15. April 1931 wurde der Bahnhof Herrnsheim zu einer Bahnagentur herabgestuft. 1949 wurde, nachdem Herrnsheim durch Eingemeindungen nach Worms gelangt war, auch der bis dahin als Herrnsheim bezeichnete Bahnhof in Worms-Herrnsheim umbezeichnet. Zum 1. Juni 1950 wurde Worms-Herrnsheim erneut in eine Agentur umgewandelt.

### Abenheim
Das Empfangsgebäude in Abenheim wies drei Bauteile auf: Einen giebelständigen, zweigeschossigen Bau, an den ein traufständiger Bau angelehnt war. Dessen verschiefertes, mansardartig ausgebautes Obergeschoss soll wenige Jahre später aufgestockt worden sein. Als dritter Bauteil schließt sich die ebenfalls traufständige Güterhalle, ein Fachwerkgebäude, an.
Zum 1. März 1944 wurde die Bahnagentur Abenheim in eine Dienststelle der Deutschen Reichsbahn aufgewertet. Zum 1. Februar 1950 wurde die inzwischen „nichtselbständige Haltestelle Abenheim“ in eine Agentur umgewandelt.
Das Empfangsgebäude (heute: Von-Ketteler-Straße 9) befindet sich heute in privater Hand. Die Denkmaltopographie Bundesrepublik Deutschland stuft es als Kulturdenkmal ein. Bei Bauarbeiten, die 2024 noch andauerten, wurde der westliche Teil erneuert, das Dach erneuert und das obere Geschoss des östlichen Anbaus auf ein Geschoss reduziert.

### Gundheim

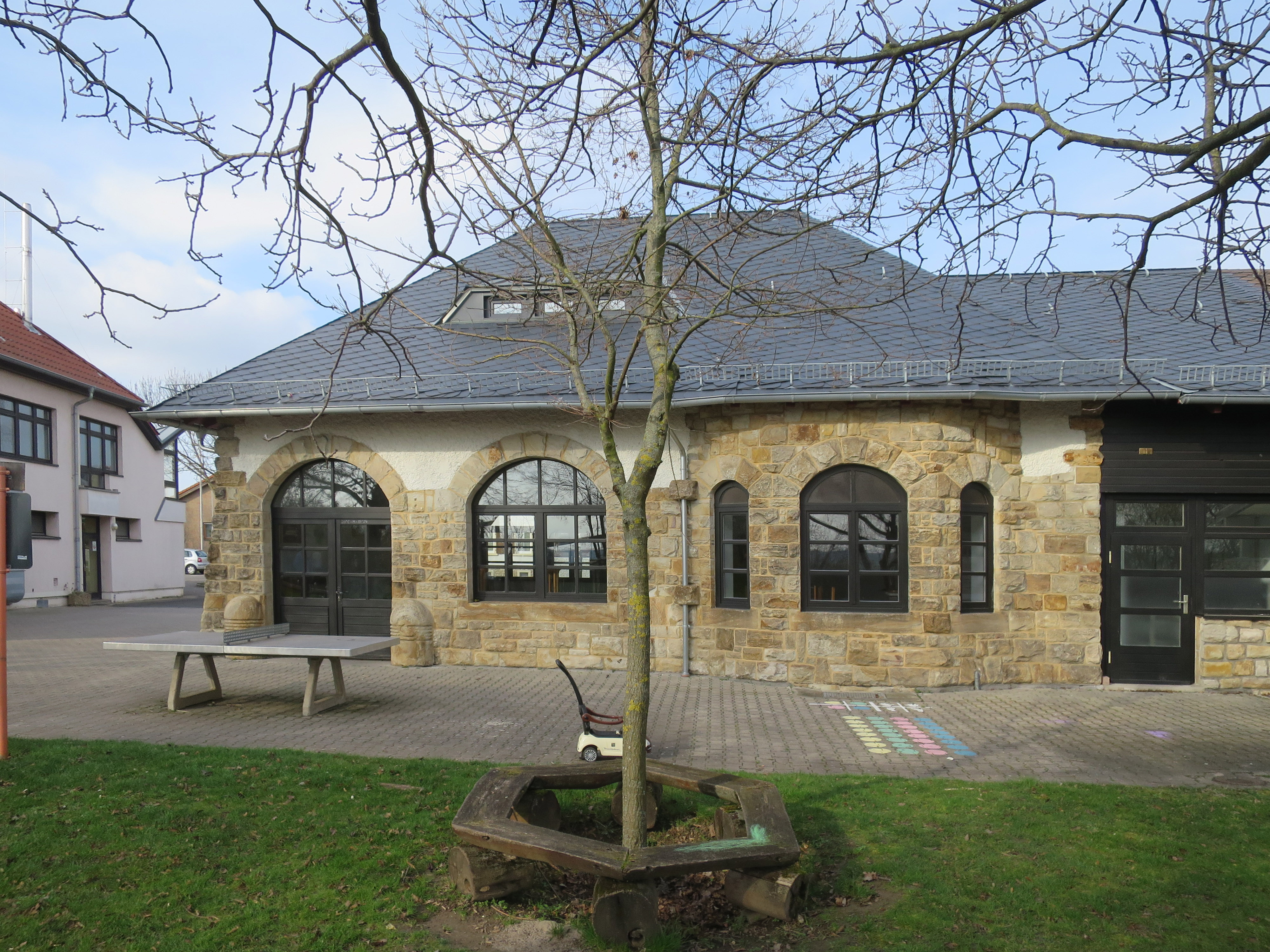
Renoviertes Empfangsgebäude 2024

Der Bahnhof Gundheim (Bahnhofsstraße 16/18) wurde in der Erwartung, dass die Strecke weitergeführt werde, als Durchgangsbahnhof mit einem Empfangsgebäude in Seitenlage angelegt. Das Empfangsgebäude ist ein kleines, einstöckiges Gebäude mit einer Schleppgaube auf dem Dach. An der Ostseite ist eine Güterhalle abgebaut.
Das Gebäude befindet sich im Eigentum der Gemeinde, die es 2021 / 2022 renoviert hat. Es dient nun als Dorfgemeinschaftshaus. Das Dach wurde mit Schiefer neu eingedeckt. Alles wurde möglichst dem Zustand aus der Zeit der Eröffnung angenähert, das Bahnhofschild allerdings nun auf der Straßenseite des Daches angebracht. Im rückwärtigen, dem ehemaligen Bahnsteigbereich befindet sich ein Kinderspielplatz.
Laut einer Info-Tafel am Gebäude wurde es 1985 „unter Denkmalschutz gestellt“.

## Die Strecke heute

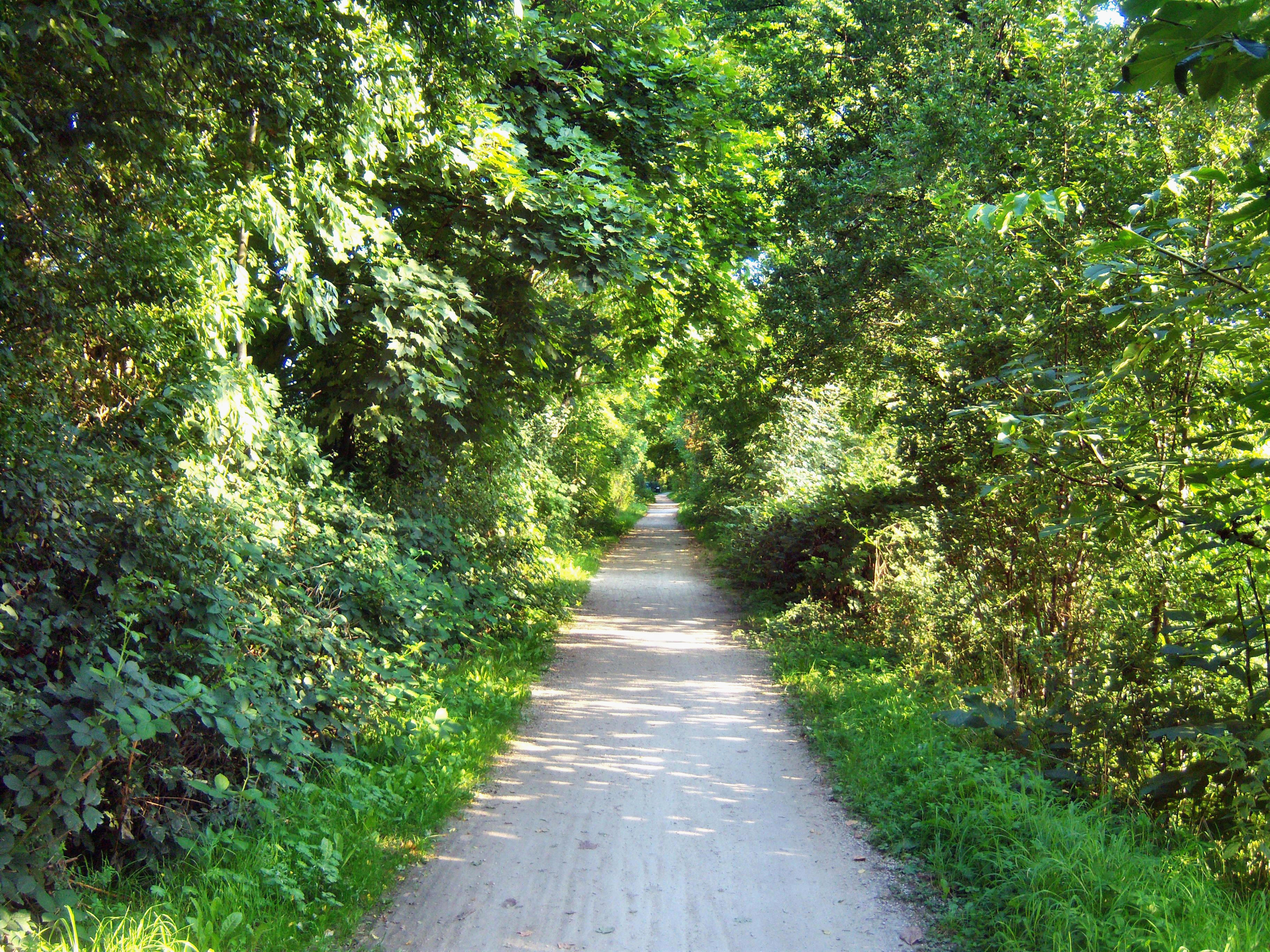
Fahrradweg bei Worms-Herrnsheim auf ehemaliger Bahnstrecke Worms–Gundheim

Zwischen Worms-Neuhausen und Worms-Abenheim wurde nach dem Gleisrückbau ein circa fünf Kilometer langer Fahrradweg eingerichtet. Ein Teil dieses Radweges ist auch Bestandteil des Rheinradweges.

## Eisenbahnunfall von 1954
Am 24. Juli 1954 ereignete sich auf der Strecke der bis heute schwerste Eisenbahnunfall in Rheinhessen: Ein Zug und ein voll besetzter Bus mit Betriebsangehörigen der Worms-Hochheimer Firma Schramm & Möller kollidierten auf einem unbeschrankten Bahnübergang zwischen Herrnsheim und Abenheim. Dabei kamen 26 Menschen ums Leben.